# Repower (entreprise suisse)
Pour les articles homonymes, voir Repower.
 (novembre 2019).
Si vous disposez d'ouvrages ou d'articles de référence ou si vous connaissez des sites web de qualité traitant du thème abordé ici, merci de compléter l'article en donnant les références utiles à sa vérifiabilité et en les liant à la section « Notes et références ».
Repower (dénommée jusqu’en mai 2010 Rätia Energie) est une entreprise d’approvisionnement énergétique active à l’international, dont le siège opérationnel se trouve à Poschiavo (canton des Grisons, Suisse). L’histoire de l’entreprise a débuté il y a plus d’un siècle. La Suisse et l’Italie comptent parmi ses marchés clefs. Le groupe est actif sur toute la chaîne de valeur : de la production à la distribution en passant par le négoce.
Le groupe Repower compte, en 2024, 731 employés auxquels s’ajoutent 445 agents d’énergie en Italie ainsi que 34 apprentis en Suisse.

## Historique
Depuis plus d’un siècle, Repower fait partie des grandes entreprises d’approvisionnement en électricité de Suisse. Fondée en 1904 sous le nom de Forces motrices de Brusio SA, l’entreprise lance cette même année la construction de sa première centrale à Campocologno, dans le Val Poschiavo, qui était à l’époque la plus grande centrale hydroélectrique à haute pression d’Europe. La proximité de la frontière italienne a contribué à l'internationalisation des projets et activités de l'entreprise. En 2000, les Forces motrices de Brusio SA (Poschiavo), les Forces motrices grisonnes SA (Klosters) et les Rhätische Werke für Elektrizität AG (Thusis) ont fusionné pour donner naissance au groupe Rätia Energie AG, que l’entreprise aurax ag (Ilanz) a également rejoint en 2004. En 2002, le groupe a lancé ses activités en Italie. En 2010, Rätia Energie AG a été rebaptisée Repower AG.

## Actionnariat
L’actionnariat de l’entreprise se compose de la manière suivante:
- Elektrizitätswerke des Kantons Zürich EKZ 38,49%
- Canton des Grisons 27,00 %
- (UBS-)Clean Energy Infrastructure KmGK (CEIS 3/CEIS 2) 23,04%
- Public 11,47 %

## Indicateurs financiers
La comptabilité de Repower est tenue en francs suisses. 
| Indicateurs de 2024   | millions de CHF |
| --------------------- | --------------- |
| Chiffre d’affaires    | 2 485           |
| Bénéfice du groupe    | 138             |
| Résultat opérationnel | 175             |
| Total du bilan        | 2 235           |
| Fonds propres         | 1 181           |

## Sites
En Suisse, le groupe a pour sites Bever, Küblis, Ilanz, Landquart, Poschiavo et Zurich. Il est également présent à Milan en Italie.

## Liens
- Repower

## Sources
1. 1 2  Inscription de «Repower AG» au registre du commerce des Grisons. Consulté le 8 juin 2012.
2. ↑  « Organisation de l'entreprise », Repower, 27 avril 2020 (consulté le 19 mai 2025)
3. ↑  « Assemblée générale 2025 : Barbara Janom Steiner confirmée comme présidente du conseil d'administration », Repower, 6 mai 2025 (consulté le 19 mai 2025)
4. 1 2  (en) « Résultats et rapports - Repower AG », sur www.repower.com (consulté le 9 avril 2025)
5. ↑  DV Bern AG, « Repower AG », sur Registre du commerce du canton des Grisons (consulté le 29 avril 2022)
6. ↑  (en) « Actionnariat - Repower AG », sur www.repower.com (consulté le 9 avril 2024)
7. ↑  (en) « Financial Highlights - Repower AG », sur www.repower.com (consulté le 9 avril 2025)

- (de) Cet article est partiellement ou en totalité issu de l’article de Wikipédia en allemand intitulé « Repower AG » (voir la liste des auteurs).